# جیمز و هلوی غول‌پیکر (فیلم)
جیمز و هلوی غول‌پیکر (به انگلیسی: James and the Giant Peach) فیلمی تخیلی و موزیکال است که در سال ۱۹۹۶ و بر اساس رمانی به همین نام نوشته رولد دال ساخته شده‌است. کارگردان این فیلم هنری سیلیک است و تهیه‌کنندگان آن تیم برتون و دنیس دی‌نووی هستند. بازیگران و صداپیشگان فیلم پل تری، ریچارد دریفوس، سوزان ساراندون، دیوید تیولیس، سایمون کالو و جین لیوز هستند. این فیلم که ترکیبی از فیلم و انیمیشن استاپ موشن است، حدود ۲۹ میلیون دلار فروش کرد.

## خلاصهٔ داستان
پسری به نام جیمز با خانوادهٔ مهربانش در انگلیس زندگی خوبی دارد. روز تولد جیمز پدر و مادرش به او می‌گویند که قصد دارند تا همگی به نیویورک بروند و بلندترین ساختمان جهان، ساختمان امپایر استیت را ببینند. بعد از آن هیولایی به شکل روح کرگدن، پدر و مادر او را می‌کشد و جیمز ناچار می‌شود تا با دو خالهٔ ظالمش زندگی کند. جیمز روزهای سخت زندگی‌اش را به امید رفتن به نیویورک می‌گذراند تا اینکه یک روز با مردی عجیب روبرو می‌شود که به او یک کیسه زبان تمساح سبز جادویی می‌دهد و می‌گوید که نباید آن‌ها را گم کند. بعد از غیب شدن مرد عجیب، زبان‌های تمساح جادویی از دستش فرار می‌کنند و به سمت درخت هلو رفته و در زمین می‌روند. کمی بعد یک هلوی غول‌پیکر در آنجا رشد می‌کند و…